# Víkingur Ólafsson

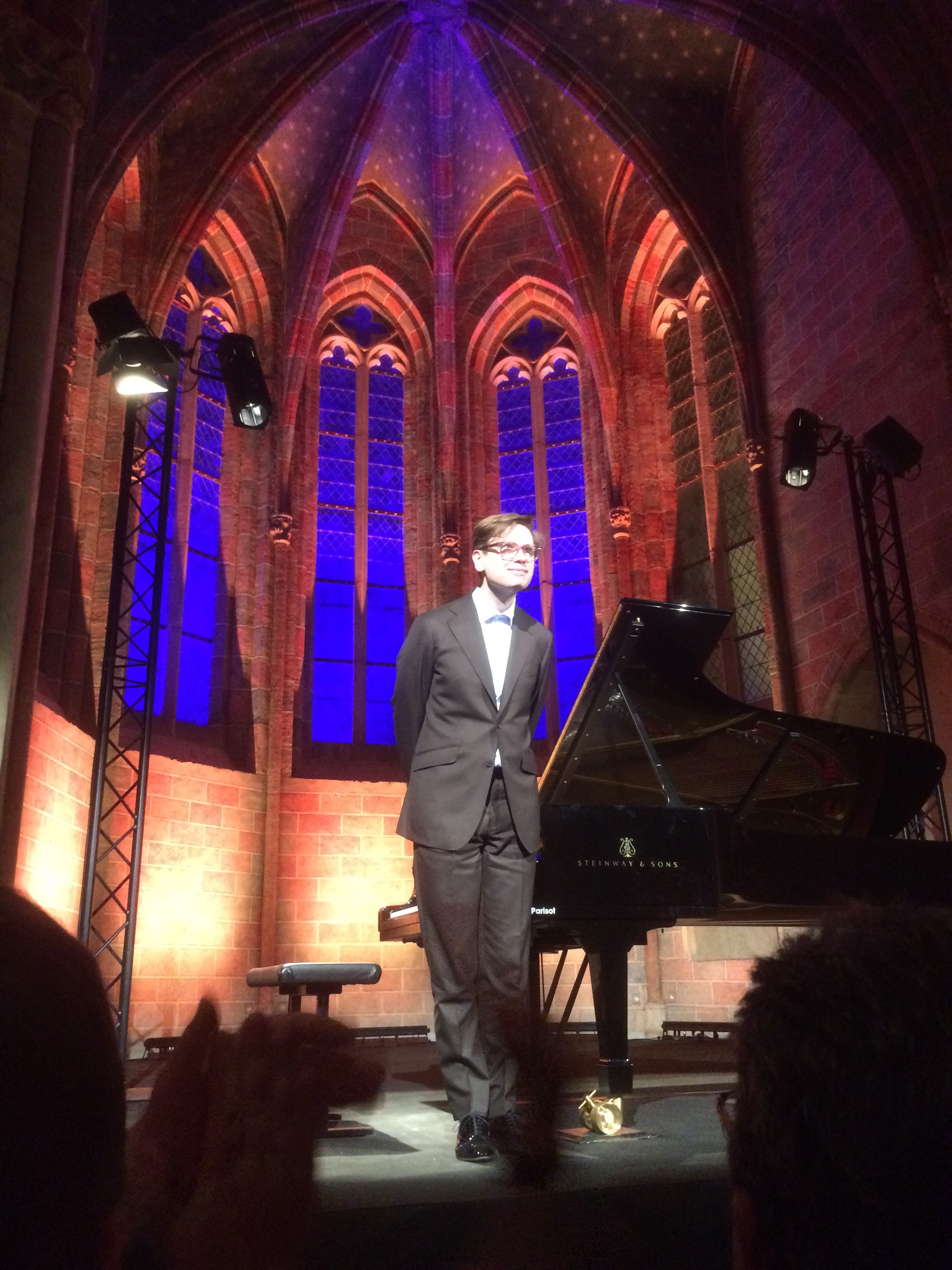
Víkingur Heiðar Ólafsson (2023)

Víkingur Heiðar Ólafsson (* 14. Februar 1984 in Reykjavík, Island) ist ein isländischer Pianist.

## Leben und Wirken
Víkingur Ólafsson wuchs in Reykjavík auf und begann schon früh unter der Anleitung seiner Mutter, einer Klavierlehrerin, Klavier zu spielen. Er studierte an der Juilliard School in New York, wo er bei Jerome Lowenthal und Robert McDonald den Bachelor- und Master-Abschluss erwarb. Víkingur nahm auch Unterricht bei Ann Schein.
Víkingur trat mit Orchestern in Europa und Amerika auf und gewann zahlreiche Preise für sein Spiel, darunter vier Auszeichnungen als Interpret des Jahres bei den Icelandic Music Awards und den Icelandic Optimism Prize. 2009 wurde Víkingur Ólafsson für den Nordic Council Music Prize nominiert.
Víkingur war 2011 Solist beim Eröffnungskonzert des Konzerthauses Harpa der Hauptstadt Reykjavík und spielte Edvard Griegs a-moll Klavierkonzert mit dem Iceland Symphony Orchestra unter der Leitung von Wladimir Aschkenasi. Víkingur hat einen Exklusivvertrag mit der Deutschen Grammophon. Aufgrund der Qualität seiner Interpretationen von Werken Johann Sebastian Bachs bezeichnete die New York Times ihn schon als Iceland’s Glenn Gould.

### Neue Musik
Víkingur setzt sich für die Förderung zeitgenössischer Musik ein. Er hat sechs Klavierkonzerte isländischer Komponisten uraufgeführt, darunter Snorri Sigfús Birgisson, Daníel Bjarnason, Haukur Tómasson, und Þórður Magnússon. Außerdem hat Ólafsson Solo- und Kammerwerke von Atli Ingólfsson, Mark Simpson und Mark-Anthony Turnage uraufgeführt.
Víkingur hatte gemeinsame Auftritte mit Philip Glass in Reykjavík, Göteborg und London sowie mit Björk, letzteres in der Fernsehsendung Átta raddir, produziert von Jónas Sen für RÚV, der öffentlich-rechtlichen Rundfunkanstalt Islands.

## Aufnahmen

### Eigenlabel „Dirrindí“
- 2009: Debut, Brahms’ 7 Fantasien Op. 116 und 16 Walzer sowie Beethovens Eroica-Variationen
- 2011: Chopin-Bach, Chopins Preludes und zwei Bach-Partiten
- 2012: Winterreise, Schuberts Winterreise mit dem isländischen Bass Kristinn Sigmundsson (CD und DVD)

### Deutsche Grammophon
- 2017: Philip Glass – Piano works (80th birthday of Philip Glass)
- 2018: Johann Sebastian Bach
- 2019: Johann Sebastian Bach - Works and Reworks
- 2020: Debussy – Rameau
- 2020: Triad (Limited Edition)
- 2021: Debussy – Rameau - Reflections
- 2021: Mozart & Contemporaries
- 2022: From Afar
- 2023: Goldberg Variations - Johann Sebastian Bach

## Auszeichnungen
- 2022:  Rolf-Schock-Preis in der Kategorie „Musik“ ausgezeichnet.[21]
- 2023: Opus Klassik: Instrumentalist des Jahres[22]
- 2024: Opus Klassik in der Kategorie Bestseller des Jahres für sein Album Johann Sebastian Bach: Goldberg Variations[23]
- 2024: Preis der deutschen Schallplattenkritik für sein Album Johann Sebastian Bach: Goldberg Variations[24]
- 2025: Grammy für die beste Solo-Instrumentalaufnahme für seine Interpretation von Bachs "Goldberg-Variationen"[25]